# 三巨頭 (日本搞笑業界)
日本搞笑業界的三巨頭（Big3，日语：／ biggu surī */?），通常指代日本3位資深的搞笑艺人：彼得武（北野武）、明石家秋刀鱼、塔摩利。
最早在1990年前后由富士电视台的一系列节目中打出了“三巨头”这一称呼，之后该概念逐渐在日本電視業界定型。现在人们一般认为此三人是21世纪日本搞笑艺人，以及电视行业的“大御所”（指代极其有权威之人），是日本搞笑業界的代表。